# Akkrum
Akkrum is een dorp in de gemeente Heerenveen, in de Nederlandse provincie Friesland. Het ligt ten noordwesten van het dorp Heerenveen, direct naast het dorp Nes, waardoor er ook gesproken wordt van het tweelingdorp; Akkrum-Nes.
Het dorp Akkrum telde in 2023 3.320 inwoners. Onder het dorp vallen ook de buurtschappen Henshuizen, Meskenwier en Oude Schouw (deels).
Het dorp is gelegen aan de rivier de Boorne met het Leppa Akwadukt. Sinds de opheffing van de gemeente Boarnsterhim in 2014 maakt Akkrum deel uit van de gemeente Heerenveen.

## Geschiedenis
Akkrum was tot de gemeentelijke herindeling in 1984 de hoofdplaats van de toenmalige gemeente Utingeradeel. Hierin lagen ook de dorpen Akmarijp, Oldeboorn, Nes, Terhorne en Terkaple. Van 1984 tot 31 december 2013 was het onderdeel van de nu opgeheven gemeente Boornsterhem.

## Volksverhaal
Manke Meine en Kromme Knillis zouden rond 1400 een vaart gegraven hebben (nu de Boorne). Bij Akkrum kregen ze een meningsverschil en splitsten zich op en groeven de Kromme Knillis en Meinesloot. De reuzen zijn het beeld van het dorp.

## Kerkgebouwen

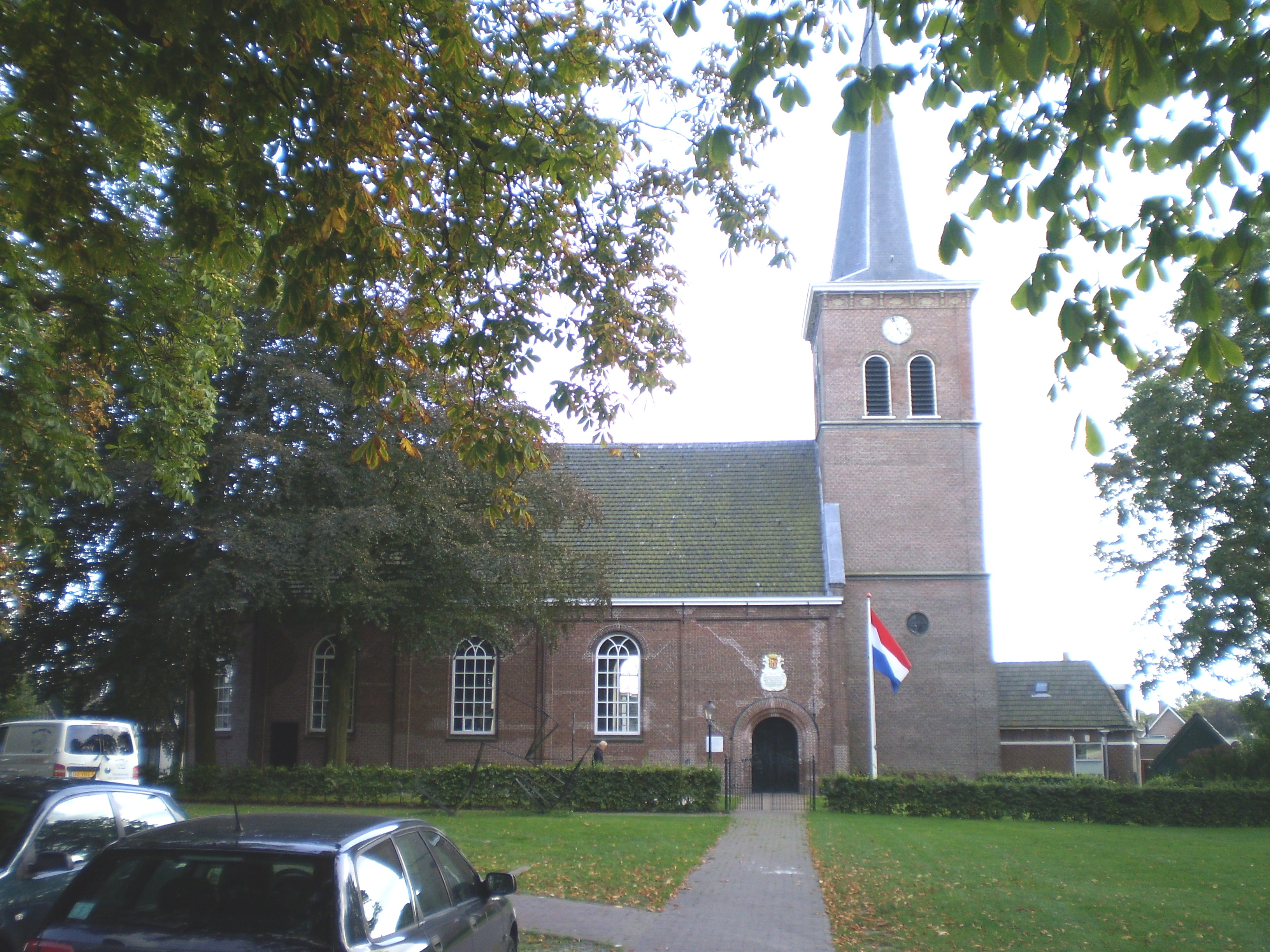
Terptsjerke
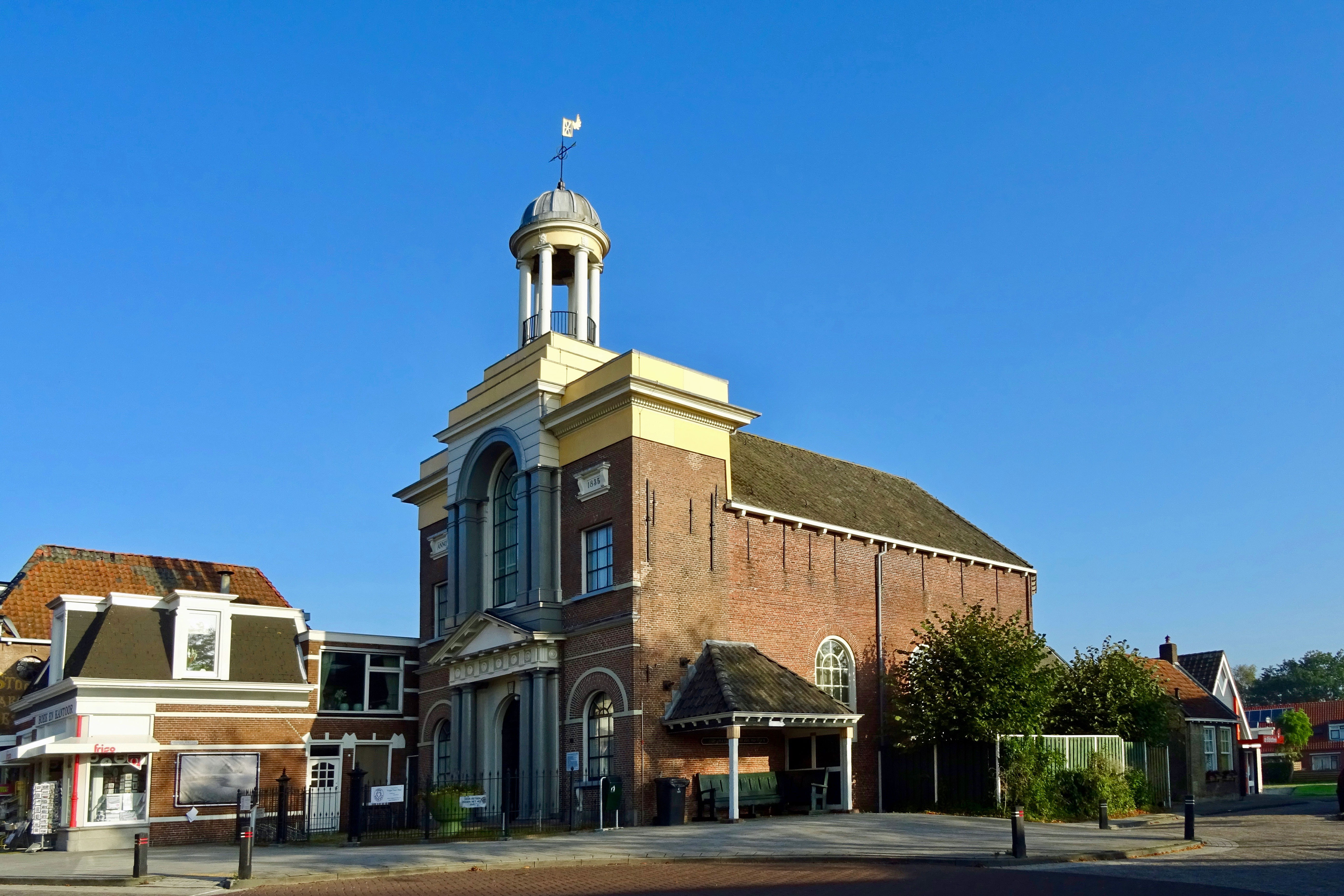
Doopsgezinde kerk

## Overige bouwwerken
Akkrum heeft een Museum Boere-ark met verzamelde landbouwwerktuigen van voor de Tweede Wereldoorlog en allemaal op dezelfde boerderij zijn gebruikt.

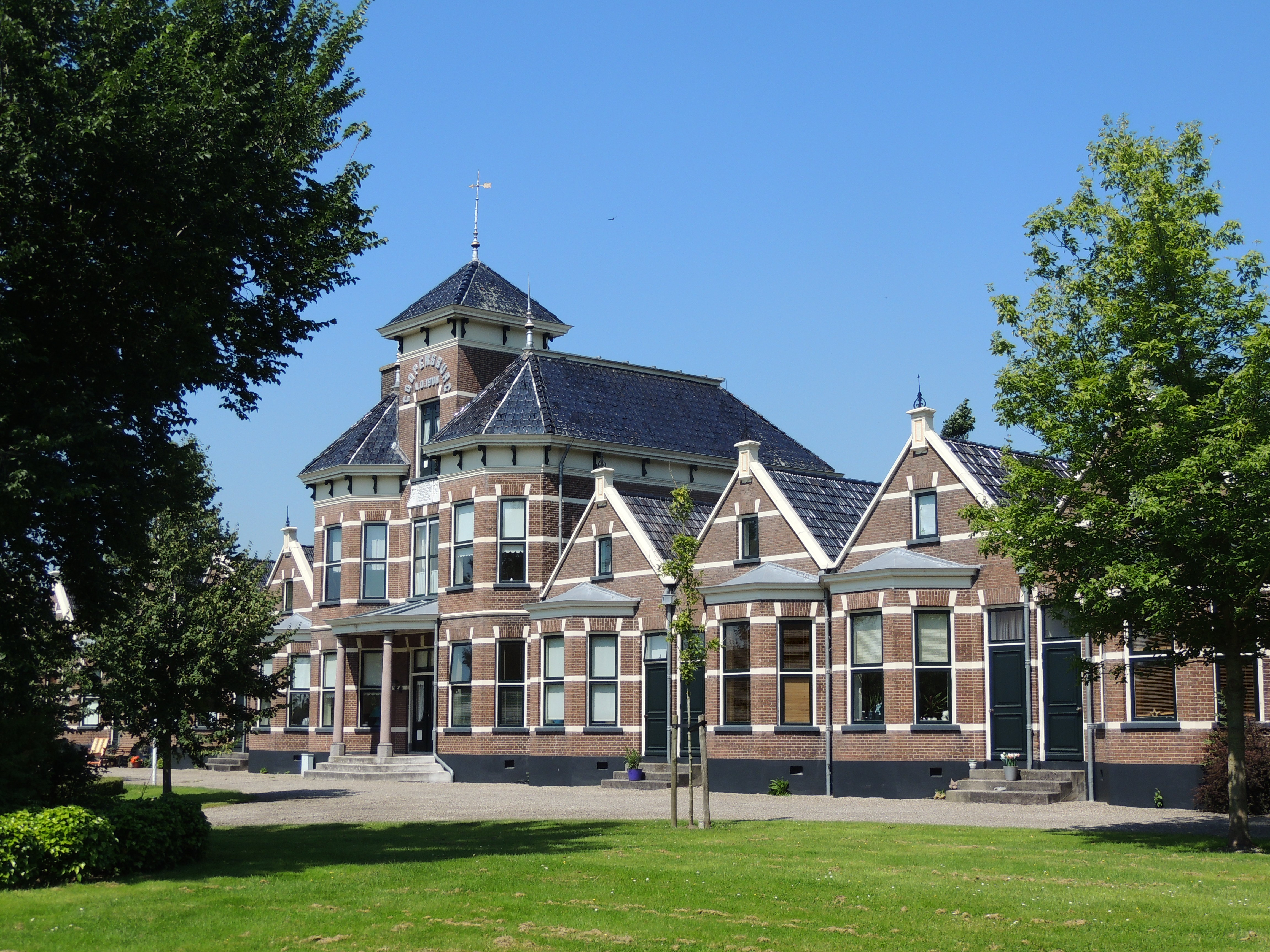
Coopersburg met mausoleum
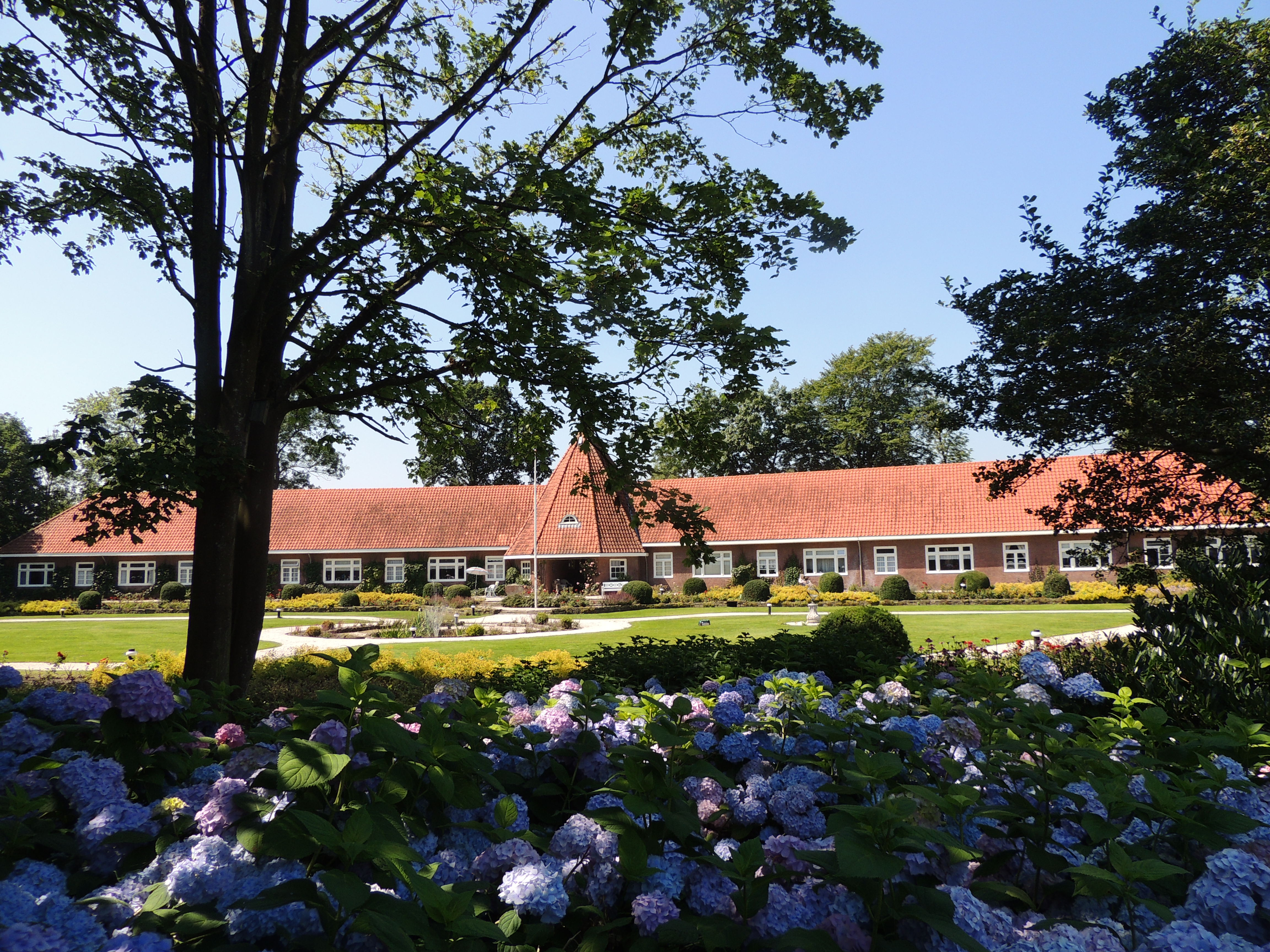
Welgelegen
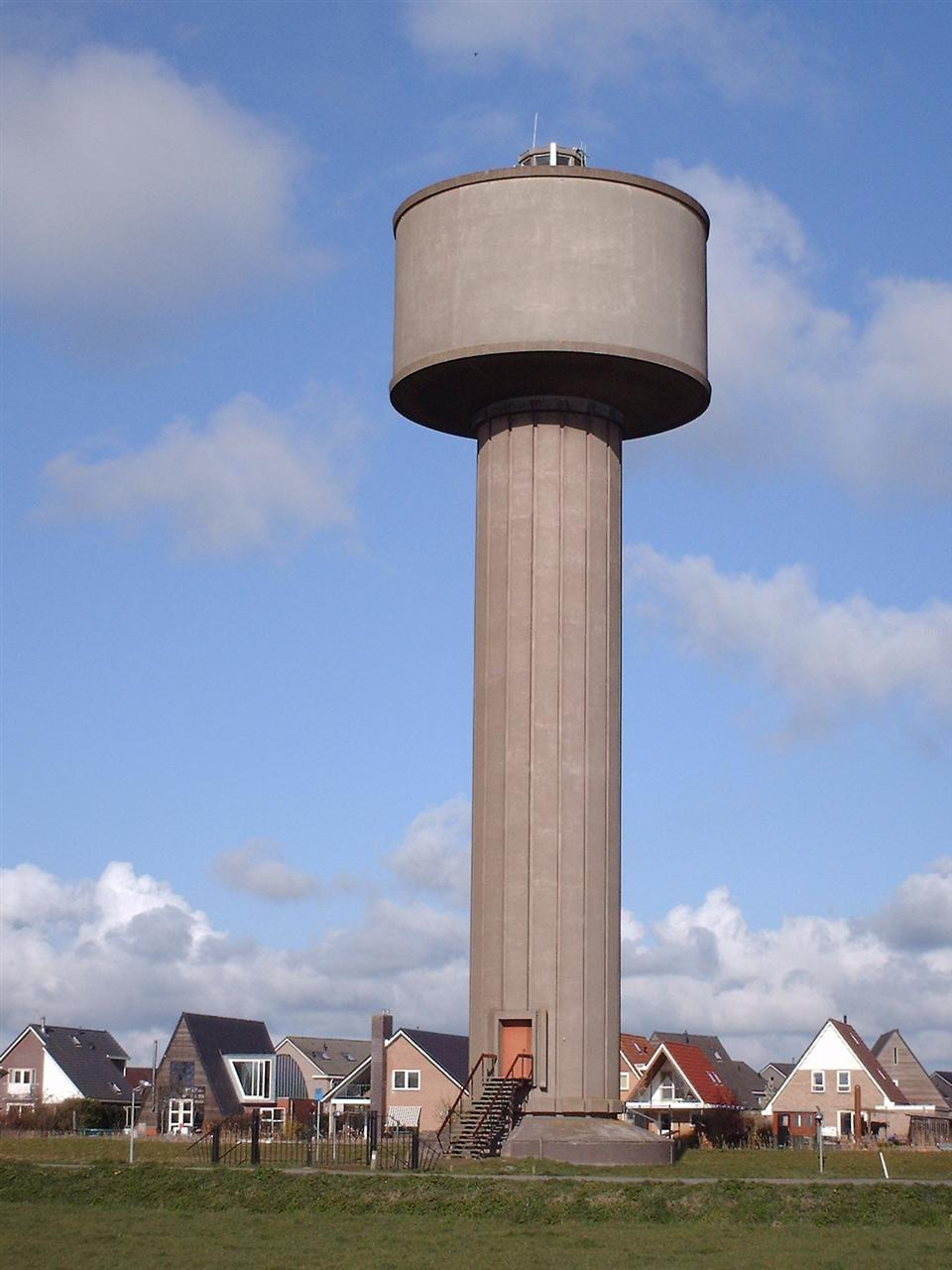
Watertoren

## Verkeer en vervoer

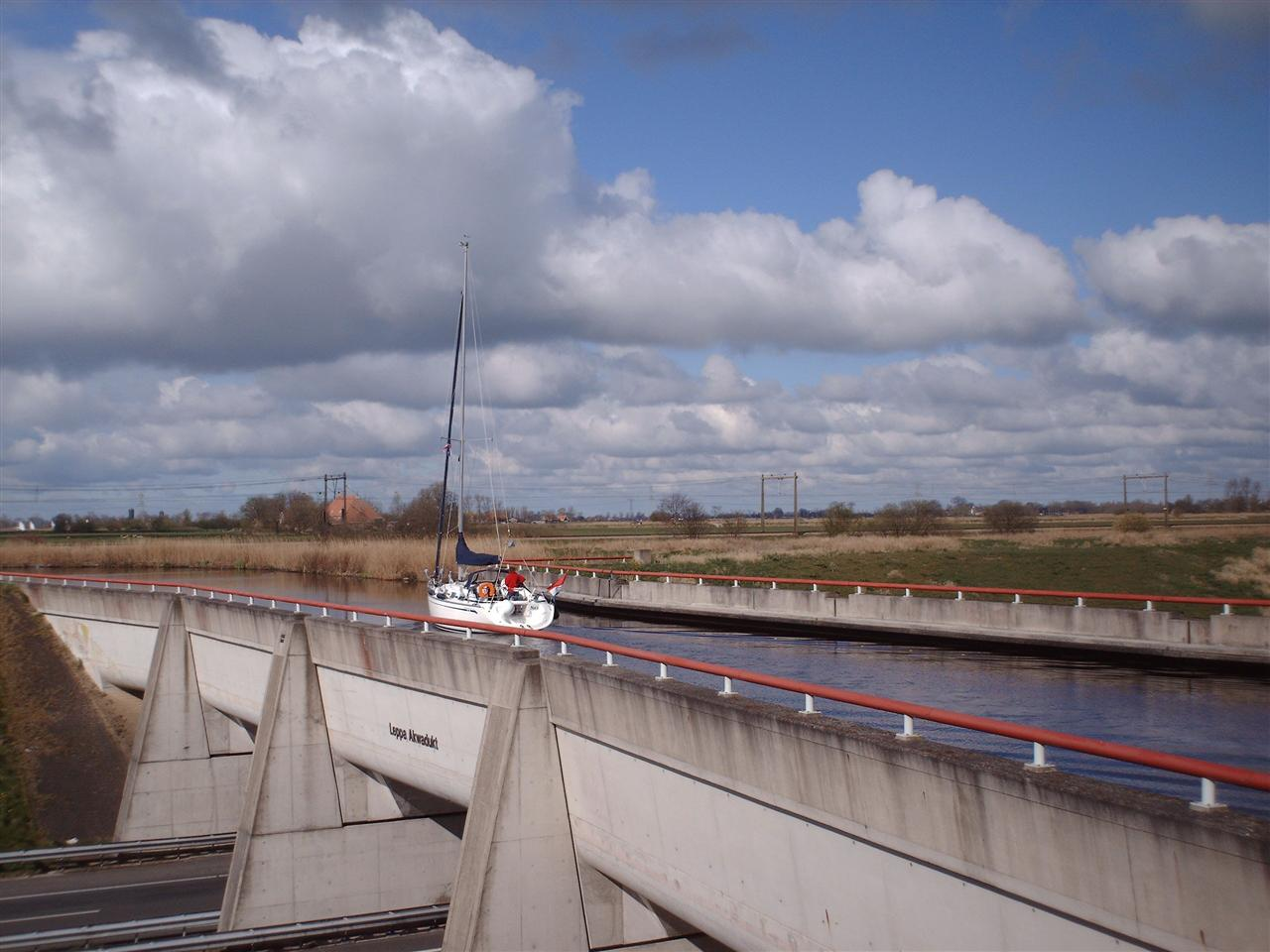
Leppa Akwadukt

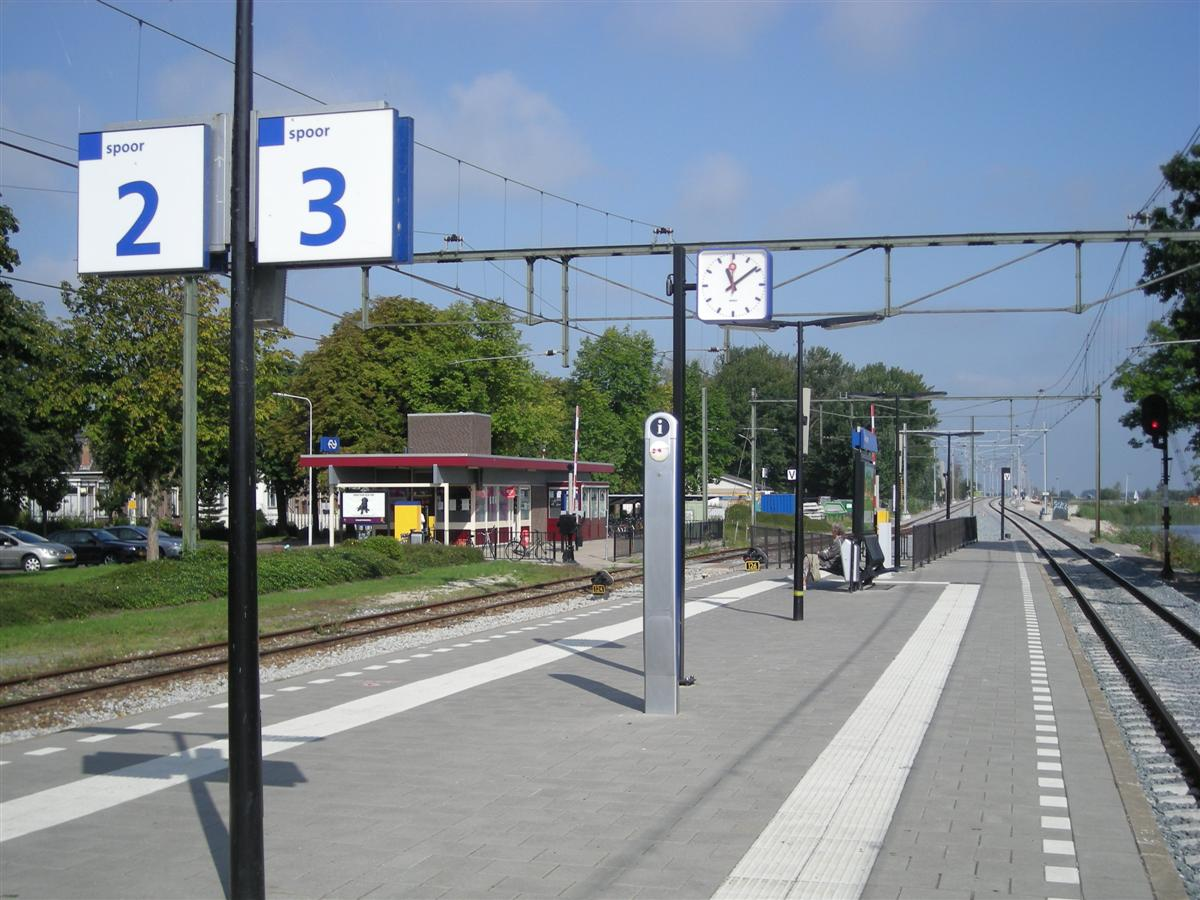
Station Akkrum

### Auto
Akkrum ligt aan de autosnelweg A32 tussen Heerenveen en Leeuwarden.

### Openbaar vervoer
- Akkrum beschikt over een treinstation, station Akkrum, hier stoppen treinen richting Leeuwarden en Meppel.
- In Akkrum rijden verschillende buslijnen naar o.a. Drachten, Heerenveen, Gorredijk en Jirnsum. Deze buslijnen worden gereden door Qbuzz.

## Sport
- VV Akkrum, voetbalvereniging
- AVC '69, volleybalvereniging
- Us Keatsen, kaatsvereniging
- K.V. Mid-Fryslân/Jansma Burdaard, korfbalvereniging
- Tennisvereniging Akkrum
- S.S.V. Mid-Fryslân, schaakvereniging

## Bevolkingsontwikkeling
| 1954 | 1959 | 1964 | 1969 | 1973 | 1999 | 2003 | 2004 | 2005 | 2006 | 2007 | 2008 | 2009 | 2011 | 2012 | 2017 | 2018 | 2019 | 2021 | 2023 |
| ---- | ---- | ---- | ---- | ---- | ---- | ---- | ---- | ---- | ---- | ---- | ---- | ---- | ---- | ---- | ---- | ---- | ---- | ---- | ---- |
| 2491 | 2530 | 2571 | 2564 | 2491 | 3213 | 3184 | 3128 | 3156 | 3233 | 3290 | 3311 | 3369 | 3417 | 3416 | 3406 | 3365 | 3355 | 3300 | 3320 |

## Geboren in Akkrum
| - Johannes Acronius Frisius (1520-1564), arts en wiskundige - Adam de Boer (1721-1800), schaatser - Frank Cooper (1843-1904), ondernemer - Froukje Wartena (1855-1933), beeldend kunstenares - Rins Visscher (1868-1950), archivaris - Jant Visser-Bakker (1906-1992), onderwijzeres en schrijfster - Bouke Koning (1915-1998), verzetstrijder - Sietske Pasveer (1915-2001), schaatsster | - Marcus Willem Heslinga (1922-2009), geograaf - Hyke Koopmans (1924-2010), kunstenaar - Harrie Langman (1931-2016), politicus - Auke de Jong (1933-2018), theoloog - Jan van Putter (1935), politicoloog - Sjoukje Dijkstra (1942-2024), kunstrijdster - Ids Willemsma (1949), beeldhouwer - Andries Kramer (1972), schaatser - Marloes Horst (1989), model |

## Woonachtig geweest in Akkrum
- Wieger Hendrikus Idzerda (1816-1881), politicus
- Rients Gratama (1932-2017), cabaretier, zanger, acteur, tekstschrijver